# Список членів Української кіноакадемії
Список членів Української кіноакадемії
Прийом заявок на членство в Українській кіноакадемії, згідно з Регламентом Першої національної кінопремії, тривав з 20 лютого до 19 березня 2017 року. За цей період було подано 343 заявки на вступ до Кіноакадемії. За результатами розгляду статус члена Української кіноакадемії отримали 242 кандидати. Засновники Української кіноакадемії, з моменту її офіційної реєстрації, набули статус членів кіноакадемії автоматично. 27 квітня 2017 року було поновлено онлайн-прийом заявок на членство в Кіноакадемії, який тривав до 15 січня 2018 року. На березень 2019 року склад Кіноакадемії налічував 355 українських кінопрофесіоналів.
Станом на 15 березня 2021 Українська кіноакадемія налічує 449 кінопрофессіоналів. Стати членами Української кіноакадемії можуть професіонали галузі та кінодіячі, шляхом подання заявки на членство, та після її затвердження Наглядовою Радою Української кіноакадемії.
1. Абазопуло Володимир Костянтинович, актор
2. Абрамов Борис, актор
3. Акулевич Ганна, режисерка
4. Алієв Наріман, режисер
5. Алферов Андрій, кінокритик, телеведучий
6. Альошечкін В'ячеслав, режисер
7. Альошечкін Олександр, режисер
8. Амелічев Сергій, продюсер
9. Андрієнко Віктор Миколайович, актор, режисер, сценарист
10. Андрійченко Наталія Георгіївна, режисерка
11. Анісімов Валерій Михайлович, кінооператор
12. Ар'є Павло, драматург
13. Артеменко Марина, режисерка, сценаристка
14. Артеменко Оксана, режисерка
15. Асадова Ельміра Асадівна, продюсерка, кураторка кінозаходів
16. Асадчий Максим Володимирович, продюсер
17. Ахрамович Едуард Станіславович, продюсер
18. Ахтарнія Ольга Вікторівна, художниця з гриму
19. Бабій Олена Василівна, кінознавець, сценаристка, режисерка
20. Базелінський Антон Сергійович, сценарист
21. Байбаков Антон Георгійович, композитор, звукорежисер
22. Балабай Дарина Володимирівна, режисерка
23. Балабай Олександр Миколайович, режисер монтажу
24. Балаян Роман Гургенович, режисер
25. Баранов Сергій Миколайович, продюсер
26. Барановська Зоя Владиславівна, акторка
27. Барба Ігор, звукорежисер
28. Басс Володимир, кінооператор
29. Бассель Дар'я, програмна координаторка Docudays UA
30. Батенєв Олександр Владиславович, художник-постановник
31. Безручко Олександр Вікторович, режисер, журналіст
32. Безсокирна Надія Петрівна, продюсерка, сценаристка
33. Безуглов Микола Миколайович, композитор
34. Безух Анатолій Вікторович, продюсер
35. Беліцький Станіслав, оператор
36. Белінська Антоніна Анатоліївна, художниця з костюмів
37. Бесхмельниціна Ольга Миколаївна, продюсерка
38. Бєлая Алла Геннадіївна, продюсерка
39. Бєлінський Дмитро Володимирович, продюсер (ТОВ «Панама Гран Прі»)
40. Бєляк Олександр Сергійович, режисер, продюсер, сценарист
41. Битюцький Станіслав Васильович, режисер, кінокритик
42. Бицюра Леонід Олексійович, економіст, юрист, громадський діяч
43. Бігун В'ячеслав, режисер
44. Бійма Олег Іванович, режисер, сценарист
45. Богатир Сергій Васильович, оператор-постановник
46. Боклан Станіслав Володимирович, актор
47. Бондар Вікторія, сценаристка, продюсерка, журналістка
48. Бондаренко Неллі, журналістка, «Аврора Фільм»
49. Бондарчук Роман Леонідович, режисер
50. Борденюк Сергій Григорович, кінооператор
51. Борисюк Антон, оператор
52. Борщевський Олег, режисер, сценарист
53. Братищенко Олександра, продюсерка
54. Бубнов Олександр Анатолійович, сценарист, режисер, художник-аніматор
55. Буданов Денис Вікторович, кінознавець, кінокритик
56. Бузько Наталія Євгенівна, акторка
57. Буковська Анастасія Сергіївна, режисерка
58. Буковський Сергій Анатолійович, режисер
59. Букрєєв Іван Миколайович, продюсер
60. Булига Віктор, режисер, сценарист
61. Бушинська Поліна Юріївна, продюсерка
62. Бушмакін Євген Володимирович, актор
63. Васильєв Сергій Геннадійович, кіно- та театрознавець
64. Васько Наталія Любомирівна, акторка
65. Васянович Валентин Миколайович, режисер, сценарист, оператор
66. Веренич-Островська Ірина Юліївна, акторка
67. Веретенников Віктор Олександрович, письменник, політик
68. Вержбицький Богдан Володимирович, оператор, сценарист
69. Вітер Василь Петрович, актор, сценарист, режисер, продюсер
70. Вітовська-Ванца Ірма Григорівна, акторка
71. Владимиров Андрій Гаврилович, кінооператор, художник-фотограф
72. Возниця Катерина Олександрівна, режисерка, аніматорка, культуролог
73. Войтенко Володимир Миколайович, кінознавець
74. Волков Ігор В'ячеславович, продюсер
75. Волков Сергій, режисер-документаліст
76. Воронцов Денис Олександрович, продюсер, другий режисер
77. Врода Марина Анатоліївна, режисерка
78. Гавриленко Георгій Георгійович, актор
79. Гавриленко Сергій, історик кіно
80. Гаврилюк Сергій Іванович, актор
81. Гармаш Юрій Тимофійович, оператор
82. Гарцман Аркадій Семенович, поет, сценарист, актор
83. Гладштейн Ілля, менеджер культури
84. Голубєва Олена Євгеніївна, продюсерка
85. Головьошкін Олег, звукорежисер
86. Гонтарук Юлія Миколаївна, режисерка
87. Гончаров Василь Олегович, супервайзер візуальних ефектів
88. Горбунов Олексій Сергійович, актор
89. Горделадзе Людмила Борисівна, директорка кінотеатру «Жовтень» (Київ)
90. Гордійчук Ірина, телеведуча, кінокритик
91. Горлова Аліна Едуардівна, режисерка
92. Горностай Катерина Павлівна, режисерка
93. Горянський Володимир Вікторович, актор
94. Границя Андрій Володимирович, продюсер
95. Грачова Надія Сергіївна, продюсерка
96. Гресь Віктор Степанович, режисер
97. Гресь Олена Євгеніївна, художниця з костюмів
98. Григор'єв Олександр, актор
99. Грицак Павло Ількович, продюсер
100. Гриценко Наталія, кінознавець
101. Гронський Володимир Петрович, композитор
102. Гузєєва Наталія Анатоліївна, сценаристка
103. Гуляєва Анна Валеріївна, акторка
104. Гураль Артур Романович, режисер
105. Гусєв Олександр Олександрович, кінокритик
106. Давиденко Георгій Іванович, режисер, сценарист
107. Давиденко Наталія, режисерка, генеральна директорка мережі кінотеатрів «Баттерфляй»
108. Давиденко Олександр Георгійович, режисер
109. Даниленко Олександр, художник-постановник
110. Данкевич Максим, продюсер
111. Дегліна Юлія, режисерка
112. Дедков Данило, оператор
113. Дем'яненко Олена Вікторівна, режисерка
114. Денисов Артем Сергійович, продюсер
115. Депоян Манук, режисер-аніматор
116. Десятерик Дмитро Валентинович, кінокритик, журналіст
117. Дзюба Сергій Васильович, письменник, сценарист
118. Дівєєв-Церковний Олексій Павлович, актор, продюсер
119. Дріз Олександр Якович, продюсер
120. Дронь Тарас, режисер
121. Дудко Владислав Валерійович, художник - постановник
122. Дуднік Тетяна Анатоліївна, оператор-постановник
123. Дьомін Сергій, оператор-постановник
124. Дядик Ілля, програмний директор «Артхаус Трафік»
125. Дядюра Іванна Анатоліївна, продюсерка
126. Ер-Горбач Марина, режисерка
127. Єршова Олена Костянтинівна, продюсерка, режисерка
128. Єфименко Людмила Пилипівна, акторка
129. Жерехов Сергій, співзасновник проекту «Ukrainian Cinema Village»
130. Жураковська Олеся Вікторівна, акторка
131. Журженко Ольга Сергіївна, продюсерка
132. Заєць Андрій Олександрович, президент Кам’янець-Подільського Міжнародного кінофестивалю “Бруківка”
133. Замрій Денис Миколайович, сценарист
134. Запорожченко Віталій Дмитрович, кінооператор, фотохудожник
135. Запрягалов Володимир Вікторович, режисер монтажу
136. Заря Ірина Миколаївна, продюсерка, президент АФП
137. Захарова Ольга Іванівна, продюсерка
138. Зеленський Володимир Олександрович, актор
139. Зінов'єва Світлана Людомирівна, операторка, продюсерка
140. Зленко Сергій Олександрович, директор київських кінотеатрів «Boomer» і «Магнат»
141. Зубенко Лариса, заступниця гендиректора «Київкінофільм»
142. Зюбіна Римма Анатоліївна, акторка
143. Іванов Денис Віталійович, продюсер, актор
144. Іванов Дмитро, журналіст
145. Іванюк Оксана Сергіївна, продюсерка
146. Іващук Анастасія Костянтинівна, продюсерка
147. Ігнатуша Олександр Федорович, актор, режисер
148. Іллєнко Михайло Герасимович, режисер, актор
149. Іллєнко Пилип Юрійович, актор, продюсер
150. Ільїна Ніна Олександрівна, акторка
151. Ільков Вадим Іванович, режисер, оператор-постановник
152. Імангулов Тагір, PR-директор Фонду І. Янковського «Ініціатива заради майбутнього»
153. Ітигілов Олександр Олександрович, режисер, сценарист, актор
154. Кадочникова Лариса Валентинівна, акторка
155. Каель (Говоруха) Марія, продюсерка
156. Казміна Оксана, режисерка
157. Калін Олексій, оператор
158. Калмиков Валерій Романович, продюсер («Трумен Продакш»)
159. Каплична Ірина Олександрівна, продюсерка
160. Каптюх Данило Дмитрович, виконавчий директор компанії «Family Production»
161. Капустіна Ганна Володимирівна, продюсерка
162. Карпин Олег, гендиректор Трускавецького кінофестивалю
163. Касавіна Олена Борисівна, художниця, режисерка-аніматорка
164. Касторних Сергій, сценарист
165. Кашин Олексій Леонідович, продюсер
166. Кельм Поліна Вікторівна, сценаристка, режисерка
167. Кирей Євгеній Олександрович, оператор-постановник
168. Кільтер Уте-Вікторія, художниця, арткритик, акторка
169. Кірієнко Олександр Володимирович, режисер, сценарист, продюсер
170. Кірсанов Артемій Павлович, продюсер, сценарист
171. Кістень Катерина Володимирівна, акторка
172. Кіхтьова Ірина Олександрівна, акторка
173. Клепач Сергій Миколайович, режисер монтажу
174. Клименко Ольга Борисівна, кастинг-директорка
175. Климчук Владислав, режисер, сценарист, продюсер
176. Кобзар Олександр Миколайович, актор
177. Кобрин Ігор Дмитрович, режисер
178. Коваленко Аліса Олександрівна, режисерка
179. Коваленко Олександр, продюсер
180. Коваль Степан Миколайович, режисер, аніматор
181. Ковальов Юрій, режисер
182. Козир Володимир, продюсер
183. Козлов-Петровський Ігор Анатолійович, режисер
184. Кокотюха Андрій Анатолійович, письменник, сценарист
185. Колюбаєв Артем Олексійович, продюсер
186. Комаровський Олексій, сценарист, драматург
187. Кондакова Марія, акторка, режисерка
188. Коновалов Костянтин Георгійович, сценарист, режисер
189. Конопелько Микола Володимирович, продюсер (ТОВ «Креатив Бутік Філмс»)
190. Копилова Катерина Олександрівна, екс-голова Держкіно України
191. Корж Анна, режисерка
192. Корнієнко Андрій Вікторович, продюсер
193. Коротенко Олег Володимирович, продюсер
194. Косик Оксана Станіславівна, продюсерка
195. Костюк Володимир, актор
196. Котляр Андрій Володимирович, оператор
197. Кофман Геннадій Леонідович, режисер, продюсер
198. Кошель Сергій, оператор
199. Крайнєв Володимир Миколайович, режисер
200. Криворчук Галина, продюсерка
201. Крис Віктор, актор, продюсер
202. Кришталович Олександр Петрович, оператор-постановник
203. Криштофович В'ячеслав Сигизмундович, режисер
204. Кудрявцева Надія Іллівна, художниця з костюмів
205. Кузнєцов Володимир, актор
206. Кузьменко Микита, оператор
207. Кулаківський Геннадій Васильович, піротехнік
208. Кулічова Маргарита Романівна, композитор
209. Курбатова Юлія, режисерка, сценаристка, акторка
210. Курков Андрій Юрійович, письменник, сценарист
211. Курмаз Оксана Ігорівна, режисерка, аніматорка, ілюстраторка
212. Лавренюк Сергій Віталійович, продюсер
213. Лаврінець Галина, режисерка
214. Левицький Любомир Васильович, режисер, сценарист, продюсер
215. Лейдікер Олександр Сергійович, продюсер
216. Лемешева Людмила Григорівна, кінознавець, сценаристка
217. Лесик Катерина Валентинівна, режисерка, друга режисерка, лінійна продюсерка
218. Лещенко Максим, продюсер
219. Либа Сергій Іванович, актор, сценарист, креативний продюсер
220. Лигачова Наталія Львівна, шеф-редакторка видання «Детектор медіа»
221. Липчук Леся Петрівна, акторка
222. Лиськов Микита Юрійович, режисер анімаційного кіно
223. Лихоманенко Сергій, композитор
224. Лібет Наталія Олександрівна, продюсерка
225. Лісенбарт Дмитро Вячеславович, продюсер та режисер анімаційного кіно
226. Лісовська Любов, гендиректорка мережі кінотеатрів «Сінема Сіті»
227. Логунова Поліна, акторка, модель
228. Лопатьонок Марина Михайлівна, продюсерка
229. Лущик Варвара Денисівна, акторка
230. Любарова Ольга Андріївна, кастинг директорка
231. Ляліна Олена Валеріївна, продюсерка
232. Лясовський Владислав Євгенович, виконавчий директор КМКФ «Молодість»
233. Лященко Євген Анатолійович, директор «Медіа Група Україна»
234. Мадонов Максим Володимирович, режисер
235. Майковська Марина Миколаївна, режисерка монтажу
236. Макарченко Павло Генадійович, кастинг директор
237. Максименко-Довгич Жанна, режисерка
238. Максимчук Олександр Юрійович, продюсер
239. Малащук Ярема, режисер
240. Малков Дмитро Олегович, продюсер
241. Мамонтенко Анастасія, режисерка
242. Манжосова Ірина Володимирівна, продюсерка (ТОВ «Панама Гран Прі»)
243. Манський Віталій Всеволодович, режисер
244. Маргуліс Михаль Давидович, продюсер
245. Марченко Валентин Віталійович, режисер, сценарист
246. Марченко Сергій Миколайович, режисер, сценарист, кінознавець
247. Маслобойщиков Сергій Володимирович, режисер
248. Матвієнко Євген Володимирович, режисер, сценарист
249. Матешко Анатолій Миколайович, режисер, актор
250. Мачух Анна Миколаївна, маркетинг-директорка Одеського міжнародного кінофестивалю, виконавча директорка Української кіноакадемії
251. Медакова Тамара, керівниця редакції кіно програм НТКУ
252. Мельніченко Сергій Юрійович, режисер-аніматор, сценарист
253. Миславський Володимир Наумович, кінознавець, історик кіно
254. Мислицька Ія Анатоліївна, продюсерка
255. Мізіна Катерина, продюсерка
256. Мінзянов Дмитро Юрійович, продюсер
257. Моісеєв Микита Олексійович, композитор
258. Молчанова Катерина Ігорівна, акторка
259. Моргунець-Ісаєнко Олеся Олександрівна, режисерка
260. Морозов Юрій Зіновійович, кінознавець
261. Москаленко Марія Анатоліївна, гендиректорка компанії «FX FILM Production»
262. Москаленко Олексій Миколайович, продюсер
263. Москаленко Олег Петрович, актор
264. Мостовий Артем, продюсер, звукорежисер
265. Мусієнко Наталія Борисівна, кінокритик, кінознавець
266. Мусієнко Оксана Станіславівна, кінознавець
267. Мусієнко Оксана Олександрівна, кінознавець
268. Нагорний Володимир Володимирович, сценарист
269. Назаров В'ячеслав Євгенович, композитор
270. Наконечний Максим Васильович, режисер
271. Неверко Ольга Ярославівна, продюсерка
272. Недря Дмитро, оператор
273. Нейман Єва, режисерка
274. Непиталюк Аркадій Анатолійович, актор, режисер, сценарист
275. Нікітюк Марися, режисерка, сценаристка
276. Ніколаєва Ксенія Миколаївна, акторка
277. Німенко Арміна Олександрівна, кастинг-директорка
278. Ніцко Олена, керівниця відділу реклами каналу «1+1»
279. Новікова Маріанна, продюсерка
280. Ноздрюхін-Заболотний Віктор Дмитрович, оператор, режисер
281. Ноябрьова Антоніна Іллівна, режисерка
282. Образ Василь Федорович, режисер-документаліст
283. Овечкін Дмитро Вікторович, продюсер
284. Овсяннікова Алла Павлівна, продюсерка
285. Одуденко Владлен Володимирович, художник-постановник
286. Озірна Жанна, сценаристка
287. Олесов Єгор Олексійович, продюсер
288. Онищенко Дар'я Георгіївна, режисерка, сценаристка, продюсерка
289. Онопрієнко Максим Валентинович, продюсер
290. Орєхова Марина, продюсерка
291. Оселедчик Володимир Давидович, режисер
292. Остріков Павло, режисер
293. Павлов Михайло Іванович, режисер, продюсер, медіа-менеджер
294. Паленчук Анна Альбертівна, продюсерка (ТОВ «Креатив Бутік Філмс»)
295. Пантелеймонова Ольга Юріївна, продюсерка
296. Парфан Надія, культуролог, режисерка
297. Парфенюк Олена Борисівна, кінознавець
298. Парфьонов Ігор, режисер
299. Перфільєв Роман Віталійович, режисер, сценарист, продюсер
300. Першко Олексій Володимирович, журналіст, шеф-редактор порталу «Kino-teatr.ua»
301. Петренко Галина Павлівна, журналістка та медіаекспертка
302. Підгора Ярослав Володимирович, кінокритик, журналіст
303. Пілунський Ярослав, кінооператор
304. Пітенін Євген Дмитрович, художник кіно
305. Міла Андріяш, продюсерка
306. Побєдоносцева Ірина Євгенівна, кінокритик, директорка з розвитку студії «Квартал 95»
307. Подольчак Ігор Володимирович, режисер, сценарист, продюсер
308. Поздняков Олександр, оператор
309. Полікашкіна Світлана Анатоліївна, художниця з гриму
310. Полоніченко Ганна Ігорівна, продюсерка
311. Полховський Сергій Олегович, журналіст, сценарист
312. Пономарьов Андрій Ігорович, композитор
313. Пономарьова Марія, режисерка, сценаристка
314. Пудіч Сергій Олександрович, режисер, продюсер, сценарист, режисер монтажу
315. Рада-Іллєнко Іванна Михайлівна, акторка, балерина
316. Раздорожний Ігор Андрійович, продюсер
317. Райтер Ольга Мирославівна, продюсерка
318. Раух Євгенія Віталіївна, продюсерка
319. Рахманін Сергій Іванович, журналіст, телеведучий
320. Рижиков Артем, оператор
321. Різоль Андрій Володимирович, продюсер
322. Розенгурт Роман Миколайович, сценарист, продюсер
323. Романченко Ірина Вікторівна, сценаристка, редакторка, продюсерка, режисерка
324. Романченко Нікон Сергійович, режисер
325. Рощин Олександр, кінооператор
326. Руденко Максим Володимирович, режисер
327. Рудченко Юрій Іванович, актор
328. Рудюк Світлана Анатоліївна, продюсерка, режисерка
329. Ряшина Ольга Владиславівна, режисерка
330. Савиченко Ігор Олександрович, продюсер
331. Савін Віктор Вікторович, звукорежисер
332. Савін Михайло Іванович, сценарист
333. Самойленко Алла Володимирівна, кастинг-директорка
334. Самолевська Ольга Юзефівна, режисерка-документаліст, сценаристка
335. Свідлер Ілля, продюсер, журналіст
336. Сеітаблаєв Ахтем Шевкетович, актор, режисер
337. Сергійко Алла Олександрівна, акторка
338. Серебренікова Людмила Євгеніївна, режисерка, кінознавець
339. Сивокінь Євген Якович, режисер та художник-аніматор
340. Сиволап Христина Вікторівна, режисерка, сценаристка
341. Симон Тетяна Василівна, режисерка, кастинг-директорка
342. Сиротський Сергій, кінооператор
343. Сідоров Сергій Георгійович, композитор, музичний продюсер
344. Сінькевич Юлія Львівна, продюсерка
345. Слабошпицький Мирослав Михайлович, режисер
346. Сладкевич Антон Анатолійович, актор, продюсер
347. Смирнова Богдана Ростиславівна, режисерка, сценаристка
348. Смирнова Ірина Миколаївна, режисерка-аніматорка
349. Сліпченко Катерина, журналістка
350. Сміт Єлізавета Михайлівна, режисерка
351. Смолій Анна, режисерка
352. Соболевський Віталій Романович, продюсер
353. Соколова Яніна Михайлівна, телеведуча, акторка
354. Солдатенко Лілія, режисерка
355. Сотниченко Філіп Олександрович, режисер, сценарист, продюсер
356. Софійчук Марина Володимирівна, акторка, телережисерка
357. Сочивець Валерія Юріївна, продюсерка, режисерка, акторка
358. Спаринський Олександр Йосипович, композитор, продюсер
359. Степанська Марина Григорівна, режисерка
360. Степанський Сергій, режисер, звукорежисер
361. Стрибук Наталія Вікторівна, продюсерка
362. Струкова Катерина Сергіївна, художниця з гриму
363. Ступка Дмитро Остапович, актор
364. Ступка Остап Богданович, актор
365. Суворов Олександр Миколайович, піротехнік
366. Суліма Яніна Геннадіївна, продюсерка
367. Сумська Ольга В'ячеславівна, акторка
368. Суржиков Дмитро Анатолійович, актор, сценарист, режисер
369. Суханов Дмитро Валерійович, продюсер
370. Сухолиткий-Собчук Дмитро Михайлович, режисер, сценарист
371. Сушко Павло Миколайович, продюсер
372. Суярко Андрій Миколайович, продюсер
373. Татаренко Тетяна Володимирівна, художниця з гриму
374. Телюк Олександр, кінокритик, науковий співробітник Центру Довженка
375. Тинькевич Крістіна Костянтинівна, режисерка
376. Тихий Володимир Вікторович, режисер
377. Тігіпко Вікторія Вікторівна, президент Одеського МКФ, голова наглядової ради Української кіноакадемії
378. Ткаченко Олександр Владиславович, телевізійний менеджер, журналіст
379. Ткачикова Людмила Ігорівна, режисерка-аніматор
380. Ткачук Михайло Петрович, режисер-документаліст
381. Томашпольський Дмитро Львович, режисер, сценарист
382. Томенко Тарас Миколайович, режисер
383. Трегубова Дар'я Ігорівна, акторка, режисерка, продюсерка
384. Тримбач Сергій Васильович, кінознавець
385. Тритенко Олексій Олександрович, актор
386. Трофіменко Вікторія Миколаївна, режисерка, сценаристка, продюсерка
387. Туранський Олег Ігорович, режисер, сценарист
388. Федорчук Ярослав Миколайович, актор
389. Фельдман Роб, актор
390. Фесенко Володимир Васильович, режисер-документаліст
391. Фетісова Олена Леонідівна, продюсерка, режисерка, сценаристка
392. Фіалко Олег Борисович, режисер, сценарист
393. Філатов Антон, журналіст, редактор
394. Філіпенко Олег Васильович, режисер
395. Філіппов Володимир Ігоревич, продюсер
396. Фірсенко Максим Васильович, актор, режисер, сценарист, продюсер
397. Фролов Олександр Іванович, кінооператор, режисер-документаліст
398. Фурса Антон Дмитрович, оператор-постановник
399. Халпахчі Андрій Якович, генеральний директор Київського МКФ «Молодість»
400. Халяпін Володимир Вікторович, дистриб’ютор
401. Халяпіна Ларіса Леонідівна, продюсерка
402. Хвастов Руслан Юрійович, модельєр, художник по костюмах
403. Хіцінська Іванна Миколаївна, директорка Громадської спілки «Асоціація кіноіндустрії України»
404. Ходаківська Тетяна Миколаївна, режисерка монтажу
405. Хома Михайло Степанович (DZIDZIO), співак, актор, режисер, продюсер
406. Хорошун Мирослава, режисерка
407. Цалик Станіслав Миколайович, письменник, історик, сценарист
408. Царьова Ірма Вадимівна, кастинг-директорка
409. Цвєтков Вячеслав Сергійович, оператор-постановник
410. Цвігун Катерина Миколаївна, режисерка
411. Цвілодуб Олексій, кіноператор
412. Цимбал Тетяна Василівна, дикторка телебачення
413. Чеботаренко Сергій Юрійович, режисер
414. Чепелик Оксана Вікторівна, художниця, режисерка, сценаристка
415. Черников Євген, актор
416. Чернишова Наталя Іванівна, режисерка-аніматорка
417. Чернявська Юлія Сергіївна, продюсерка, сценаристка
418. Чернявський Олександр Сергійович, піротехнік
419. Чиркова Людмила Олегівна, кіножурналістка
420. Чорний Олег Володимирович, режисер
421. Чорний Олександр Анатолійович, режисер монтажу
422. Чубко Олександр Юрійович
423. Шапарєв Олексій, режисер, сценарист, продюсер
424. Шапіро Олександр Борисович, режисер, сценарист, продюсер
425. Шатківський Олександр Арсенійович, звукорежисер
426. Швець Юлій, кінокритик
427. Шевченко Ігор Анатолійович, режисер, сценарист
428. Шевчук Юрій, мовознавець, директор Українського кіноклубу Колумбійського університету
429. Шеремет Олександр Миколайович, художник-постановник
430. Шеремета Кароліна Олегівна, художниця з костюмів
431. Шереметьєв Віталій Олександрович, продюсер
432. Шефір Борис Нахманович, продюсер
433. Шефір Сергій Нахманович, сценарист
434. Шигаєва Галина, режисерка
435. Шпаков Валентин, режисер, продюсер
436. Шпилюк Олександр Семенович, артдиректор ОМКФ
437. Шух Марина, адміністративна директорка компанії «Артхаус Трафік»
438. Щербаков Ігор Андрійович, оператор
439. Щербина Олег Михайлович, продюсер
440. Юраш Діана Іванівна, продюсер
441. Юсим Ян Григорович, кінознавець
442. Юсипчук Богдан Романович, актор
443. Явтушенко Василь Олександрович, звукорежисер
444. Яковіцька Олена Петрівна, продюсерка
445. Яковлєв Андрій Володимирович, режисер, сценарист
446. Янчук Олександр Спиридонович, режисер, сценарист, продюсер
447. Яровенко Ганна Петрівна, режисерка, акторка
448. Яценко Володимир Вікторович, продюсер
449. Яцута Евгенія Георгіївна, виконавча продюсерка